# Xenillus bolivianus
Xenillus bolivianus är en kvalsterart som beskrevs av J. och P. Balogh 1985. Xenillus bolivianus ingår i släktet Xenillus och familjen Xenillidae. Inga underarter finns listade i Catalogue of Life.